# .tr
.tr — национальный домен верхнего уровня для Турции (с 1990 года).
Ближневосточный технический университет (тур. Orta Doğu Teknik Üniversitesi (ODTÜ)) администрирует имена домена .tr.
Домен второго уровня .nc.tr используют для Турецкой Республики Северного Кипра.
Другие домены второго уровня:
- .com.tr
- .biz.tr
- .net.tr
- .info.tr
- .tv.tr
- .org.tr
- .web.tr
- .gen.tr
- .av.tr
- .dr.tr
- .bbs.tr
- .k12.tr
- .name.tr
- .tel.tr
- .bel.tr
- .gov.tr
- .edu.tr
- .pol.tr
- .mil.tr
- .tsk.tr

## Статистические данные по количеству сайтов
- Поисковая система Google по запросу site:tr находит на:
  - 12 августа 2013 года 80 300 000 результатов;
- Поисковая система Yahoo по запросу site:tr находит на:
  - 30 августа 2010 года 60 400 000 результатов;